# Nadleśnictwo Borki
Nadleśnictwo Borki – jednostka organizacyjna Lasów Państwowych podległa Regionalnej Dyrekcji Lasów Państwowych w Białymstoku. Siedziba nadleśnictwa znajduje się w Kruklankach, w powiecie giżyckim, w województwie warmińsko-mazurskim.
Nadleśnictwo obejmuje część powiatów giżyckiego i gołdapskiego, większość terytorium powiatu węgorzewskiego oraz niewielkie fragmenty powiatów oleckiego i kętrzyńskiego. Północną granicę nadleśnictwa stanowi granica państwowa z Rosją.

## Historia
W 1945 powstały nadleśnictwa Borki, Przerwanki i Węgorzewo. Dwa pierwsze objęły przedwojenne niemieckie lasy skarbowe (ok. 90% powierzchni) oraz byłe lasy prywatne, a Nadleśnictwo Węgorzewo poniemieckie lasy wielkiej własności ziemskiej.
1 stycznia 1973 nadleśnictwa Borki, Przerwanki i część Nadleśnictwa Węgorzewo zostały połączone. Nowa jednostka przyjęła nazwę Nadleśnictwo Borki.

## Ochrona przyrody
Na terenie nadleśnictwa znajduje się siedem rezerwatów przyrody:
- Borki
- Jezioro Siedmiu Wysp
- Piłackie Wzgórza
- Półwysep i Wyspy na Jeziorze Rydzewskim
- Spytkowo
- Sztynort
- Wyspy na jeziorze Mamry i Kisajno (częściowo).

## Drzewostany
Typy siedliskowe lasów nadleśnictwa (z ich udziałem procentowym):
- lasy 78%
- bory 13%
- olsy 9%

Gatunki lasotwórcze lasów nadleśnictwa (z ich udziałem procentowym):
- świerk 27,75%
- sosna, modrzew 23,81%
- dąb 17,26%
- olsza 13,97%
- brzoza 10,69%
- lipa 3,77%
- pozostałe 2,75%.

Przeciętna zasobność drzewostanów nadleśnictwa wynosi 271 m³/ha, a średni wiek 60 lat.